# Banda (musikgenre)
Banda  är en typ av mexikansk numera är populärt i hela Mexiko.